# Delphinium luteum
Delphinium luteum es una especie de planta de flores perteneciente a la familia Ranunculaceae. Es una especie en peligro de extinción, endémica de las colinas rocosas de la costa de Sonoma, California. Probablemente solo existen unos 100 individuos.

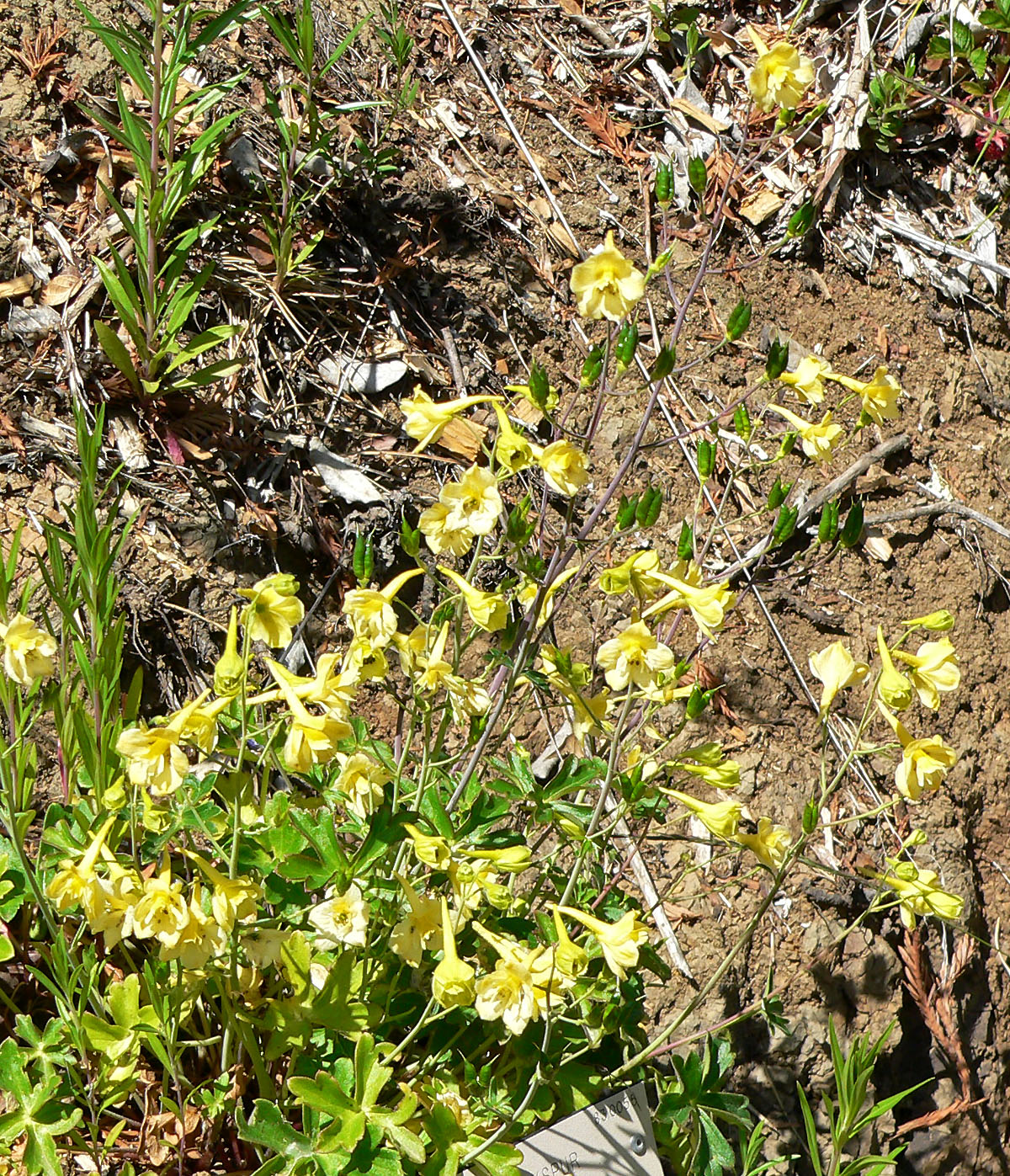
Vista de la planta

## Descripción
Es una pequeña y rara planta herbácea perenne con flores de color amarillo brillante. La planta nunca ha sido abundante y las actividades modernas de desarrollo y agricultura han reducido mucho más su población. Está en la lista de especies protegidas desde 1970. Aún existen colonias de plantas aisladas en propiedades privadas cerca de Bodega Bay, donde están protegidas.

## Taxonomía
Delphinium luteum fue descrita por Amos Arthur Heller y publicado en Bulletin of the Southern California Academy of Sciences 2(6): 68–69. 1903.
Etimología
Ver: Delphinium
luteum: epíteto latino  que significa "amarillo".
Sinonimia
- Delphinium nudicaule var. luteum (A.Heller) Jeps.[3]